# آرثر غوميز
آرثر غوميز (بالإنجليزية: Arthur Gómez)‏ (12 فبراير 1984 ببانجول في غامبيا - ) هو لاعب كرة قدم غامبي في مركز الهجوم. شارك مع منتخب غامبيا تحت 20 سنة لكرة القدم ومنتخب غامبيا لكرة القدم. أما مع النوادي، فقد لعب مع رويال أنتويرب ومانشستر يونايتد ونادي هينان جيانيي وK.F.C. Dessel Sport ‏ وHawks FC ‏.

## وصلات خارجية
- آرثر غوميز على موقع قاعدة بيانات كرة القدم.إي يو (الإنجليزية)
- آرثر غوميز على موقع ناشيونال فوتبول تيمز (الإنجليزية)